# Athamas
Athamas O. P.-Cambridge, 1877 è un genere di ragni appartenente alla famiglia Salticidae.

## Etimologia
Il genere prende il nome dal personaggio mitologico greco Atamante, (Ἀθάμας, Athàmas), re beota figlio di Eolo

## Distribuzione
Le 6 specie oggi note di questo genere sono diffuse in Oceania: in particolare gli esemplari finora trovati sono distribuiti in Nuova Guinea, a Tahiti e in varie zone della Polinesia.

## Tassonomia
A dicembre 2010, si compone di sei specie:
- Athamas debakkeri Szűts, 2003 — Nuova Irlanda
- Athamas guineensis Jendrzejewska, 1995 — Nuova Guinea
- Athamas kochi Jendrzejewska, 1995 — Tahiti
- Athamas nitidus Jendrzejewska, 1995 — Nuova Guinea
- Athamas tahitensis Jendrzejewska, 1995 — Tahiti
- Athamas whitmeei O. P.-Cambridge, 1877[2] — Nuove Ebridi, Polinesia

### Sinonimie
- Athamas univittatus Berland, 1938; gli esemplari raccolti sono stati riconosciuti in sinonimia con Athamas whitmeei a seguito di uno studio degli aracnologi Benton e Lehtinen del 1995, cui ne è seguito un altro di Berry, Beatty e Prószynski del 1996[1].